# Vitryska SSR
Vitryska socialistiska sovjetrepubliken, förkortat Vitryska SSR var en sovjetrepublik i Sovjetunionen 1922–1991. Sedan 1991 utgör republiken den självständiga staten Belarus.

## Mellankrigstiden
Vitryska SSR bildades ur de territorier som Sovjetryssland erövrade från den kortlivade Belarusiska folkrepubliken under Polsk-sovjetiska kriget 1919–1921. I freden i Riga 1921 slöt Polen och Sovjetryssland ett fördrag som bestämde gränsen mellan de två makterna och delade Belarus i två delar. 1922 grundades Vitryska SSR som blev en av de första sovjetrepublikerna i det nybildade Sovjetunionen. Vitryska SSR hade en blandad befolkning och belarusiska, ryska, polska och jiddisch blev de officiella språken. På grund av sitt läge nära Polen misstänkliggjordes i synnerhet den polska minoriteten som fick utstå svåra förföljelser den Stora utrensningen. 17 772 dömdes till döden av NKVD, varav den största delen var polacker. Även den belarusiska intelligentian föll offer för svåra förföljelser. Många av offren för Stalins utrensningar 1937-41 finns begravda i massgravar i Kurapatyskogen utanför Minsk.

## Andra världskriget
När Sovjetunionen invaderade Polen 1939 införlivades delar av östra Polen med Vitryska SSR. När Nazityskland bröt Molotov–Ribbentrop-pakten och invaderade Sovjetunionen i Operation Barbarossa sommaren 1941 erövrades Vitryska SSR helt av tyskarna, som under ockupationen mördade i stort sett hela den judiska befolkningen och utsatte den belarusiska civilbefolkningen för svåra umbäranden. När Röda armén återerövrade Vitryska SSR 1944 deporterades en kvarts miljon människor till Polen och tiotusentals sändes till Gulag. Som ett resultat av den tyska utrotningspolitiken och de sovjetiska deportationerna förlorade Vitryska SSR hälften av sin befolkning under andra världskriget. Befolkningen återhämtade inte sin förkrigsnivå förrän 1971.

## Efterkrigstiden
Vid Jaltakonferensen 1945 genomdrev Josef Stalin att Curzonlinjen skulle bilda ny gräns mellan Polen och Sovjetunionen, vilket innebar att annekteringarna 1939 och deportationerna av den polska befolkningen blev permanenta. De nya belarusiska områdena införlivades i det idag huvudsakligen utgjorde Hrodna voblast och Brests voblast. Vitryska SSR fick egen plats i FN vid grundandet 24 oktober 1945.
Under det sovjetiska styret fortsatte myndigheterna att undertrycka det belarusiska språket och den belarusiska nationalismen, vilket ledde till att det ryska språket i praktiken blev allenarådande i alla offentliga sammanhang.
I mars 1986 drabbades Vitryska SSR synnerligen svårt av Tjernobylolyckan och 23 procent (46 500 km²) av sovjetrepublikens territorium kontaminerades av radioaktivt avfall.
I folkomröstningen den 17 mars 1991 röstade 83,72% i republiken för att behålla unionen. Efter den misslyckade augustikuppen samma år upplöstes Sovjetunionen och den 25 augusti förklarade sig Vitryska SSR självständigt och ändrade namn till Belarus.

## Bilder

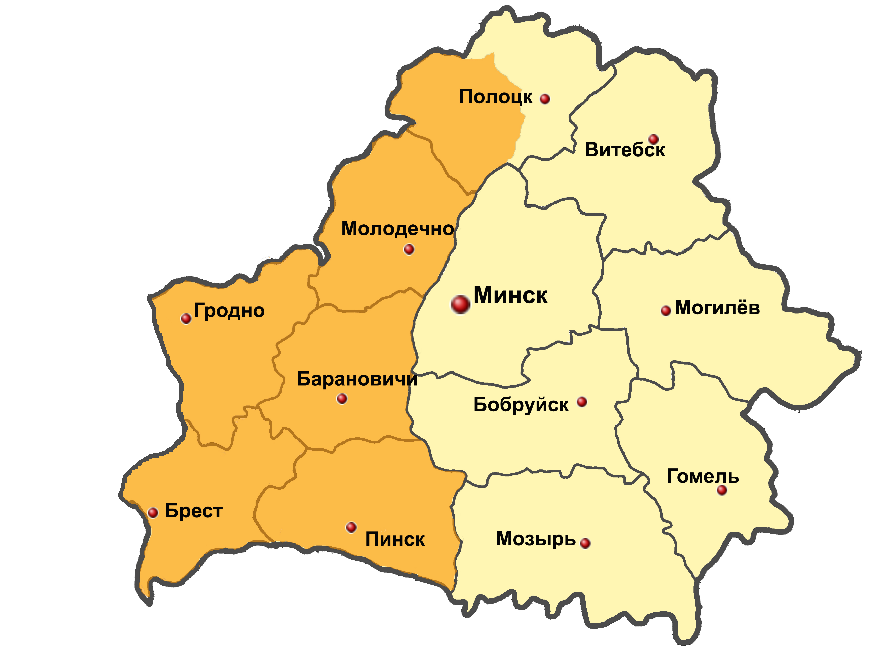
De ljusgula områdena markerar Vitryska SSR:s utsträckning 1922, områdena markerade i orange markerar de territorier som införlivats från Polen 1945.
Vitryska SSRs flagga mellan 1919 till 1927.
Vitryska SSRs riksvapen mellan 1958 till 1981.
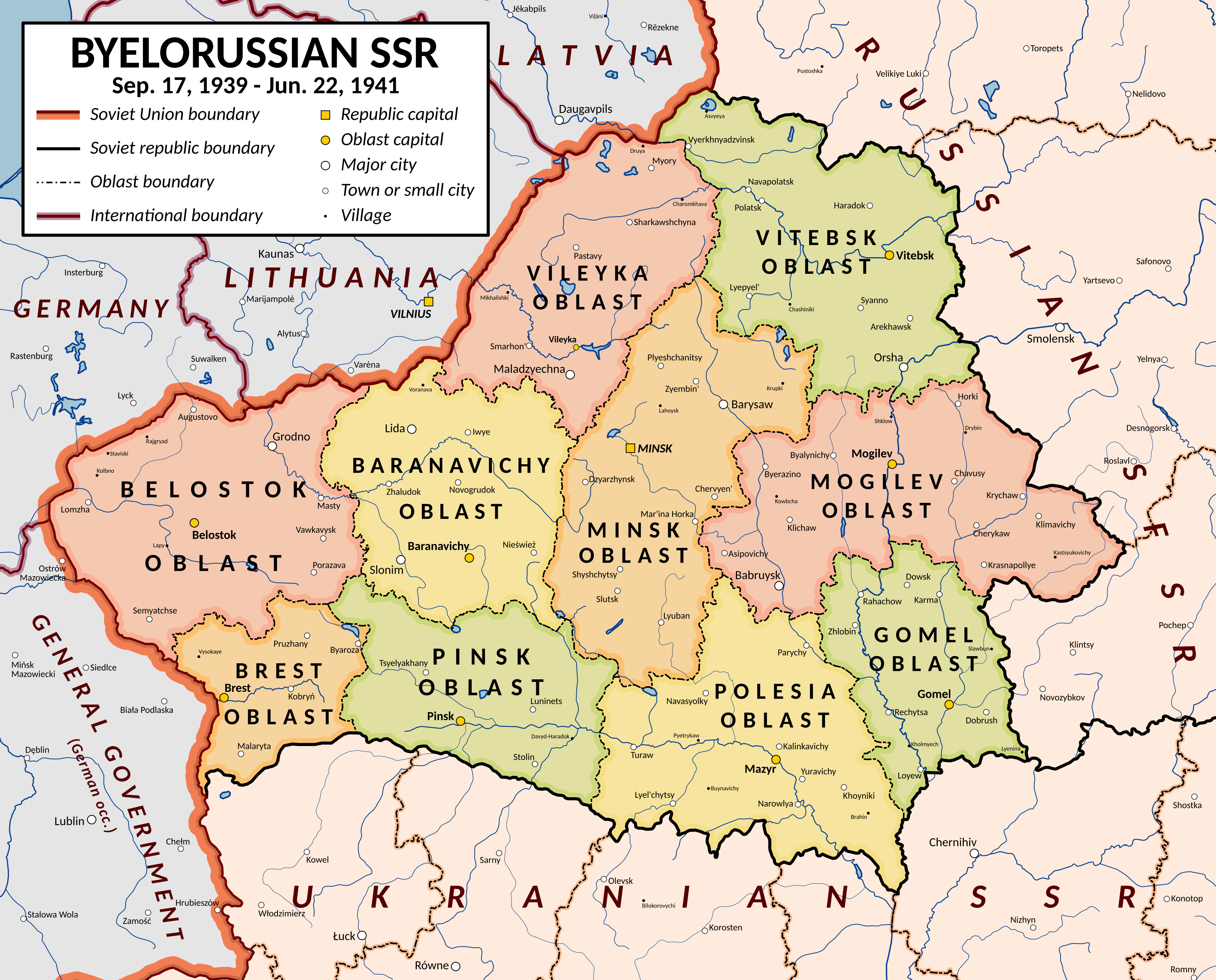
Vitryska SSR efter invasionen av Polen.